# Cédric Barbosa
Cédric Barbosa (ur. 6 marca 1976 w Aubenas) – piłkarz francuski grający na pozycji defensywnego pomocnika. Od 2009 roku jest zawodnikiem klubu Evian TG.

## Kariera klubowa
Karierę piłkarską Barbosa rozpoczął w klubie Olympique Alès. W 1994 roku awansował do kadry pierwszej drużyny i zadebiutował w niej wówczas w drugiej lidze francuskiej. W 1996 roku spadł z Olympique do trzeciej ligi. W 1997 roku odszedł do pierwszoligowego Montpellier HSC. W pierwszej lidze Francji zadebiutował 2 sierpnia 1997 w zremisowanym 1:1 domowym meczu z RC Strasbourg. Od sezonu 1998/1999 był podstawowym zawodnikiem Montpellier. W sezonie 2000/2001 grał w nim w drugiej lidze Francji. W Montpellier grał do 2003 roku.
Latem 2003 Barbosa przeszedł do Stade Rennes. Swój debiut w nim zanotował 16 sierpnia 2003 w zremisowanym 1:1 wyjazdowym meczu z FC Sochaux-Montbéliard. Zawodnikiem Rennes był przez trzy sezony.
W 2006 roku Barbosa odszedł z Rennes do Troyes AC, w którym zadebiutował 9 września 2006 w wyjazdowym meczu z Olympique Lyon (0:2). W 2007 roku spadł z Troyes do Ligue 2.
W 2007 roku Barbosa został piłkarzem FC Metz. Swój debiut w Metz zaliczył 5 sierpnia 2007 w spotkaniu z Le Mans FC (0:1). W 2008 roku spadł z Metz do Ligue 2 i na tym poziomie rozgrywek grał jeszcze przez rok.
W 2009 roku Barbosa podpisał kontrakt z trzecioligowym klubem Evian TG. W 2010 roku awansował z nim do Ligue 2, a w 2011 roku do Ligue 1.
| Sezon   | Klub                     | Kraj    | Rozgrywki  | Mecze | Bramki | Rozgrywki Europy | Mecze | Bramki |
| ------- | ------------------------ | ------- | ---------- | ----- | ------ | ---------------- | ----- | ------ |
| 1994/95 | Olympique Alès           | Francja | Division 2 | 17    | 1      | –                | –     | –      |
| 1995/96 | Olympique Alès           | Francja | Division 2 | 11    | 0      | –                | –     | –      |
| 1996/97 | Olympique Alès           | Francja | National   | ?     | ?      | –                | –     | –      |
| 1997/98 | Montpellier HSC          | Francja | Division 1 | 2     | 0      | –                | –     | –      |
| 1998/99 | Montpellier HSC          | Francja | Division 1 | 22    | 1      | –                | –     | –      |
| 1999/00 | Montpellier HSC          | Francja | Division 1 | 30    | 1      | Liga Europa UEFA | 4     | 0      |
| 2000/01 | Montpellier HSC          | Francja | Division 2 | 32    | 4      | –                | –     | –      |
| 2001/02 | Montpellier HSC          | Francja | Division 1 | 28    | 2      | –                | –     | –      |
| 2002/03 | Montpellier HSC          | Francja | Ligue 1    | 33    | 4      | –                | –     | –      |
| 2003/04 | Stade Rennes             | Francja | Ligue 1    | 32    | 2      | –                | –     | –      |
| 2004/05 | Stade Rennes             | Francja | Ligue 1    | 6     | 0      | –                | –     | –      |
| 2005/06 | Stade Rennes             | Francja | Ligue 1    | 13    | 0      | Liga Europa UEFA | 2     | 0      |
| 2006/07 | Troyes AC                | Francja | Ligue 1    | 30    | 2      | –                | –     | –      |
| 2007/08 | FC Metz                  | Francja | Ligue 1    | 20    | 4      | –                | –     | –      |
| 2008/09 | FC Metz                  | Francja | Ligue 2    | 30    | 0      | –                | –     | –      |
| 2009/10 | Evian Thonon Gaillard FC | Francja | National   | 28    | 2      | –                | –     | –      |
| 2010/11 | Evian Thonon Gaillard FC | Francja | Ligue 2    | 23    | 3      | –                | –     | –      |
| 2011/12 | Evian Thonon Gaillard FC | Francja | Ligue 1    | 29    | 8      | –                | –     | –      |
| 2012/13 | Evian Thonon Gaillard FC | Francja | Ligue 1    | 30    | 8      | –                | –     | –      |
| 2013/14 | Évian Thonon Gaillard FC | Francja | Ligue 1    | 28    | 1      | –                | –     | –      |
| 2014/15 | Evian TG                 | Francja | Ligue 1    | 15    | 3      | –                | –     | –      |

Stan na: 14 grudzień 2014 r.